# Heinrich Albrecht (Mediziner)

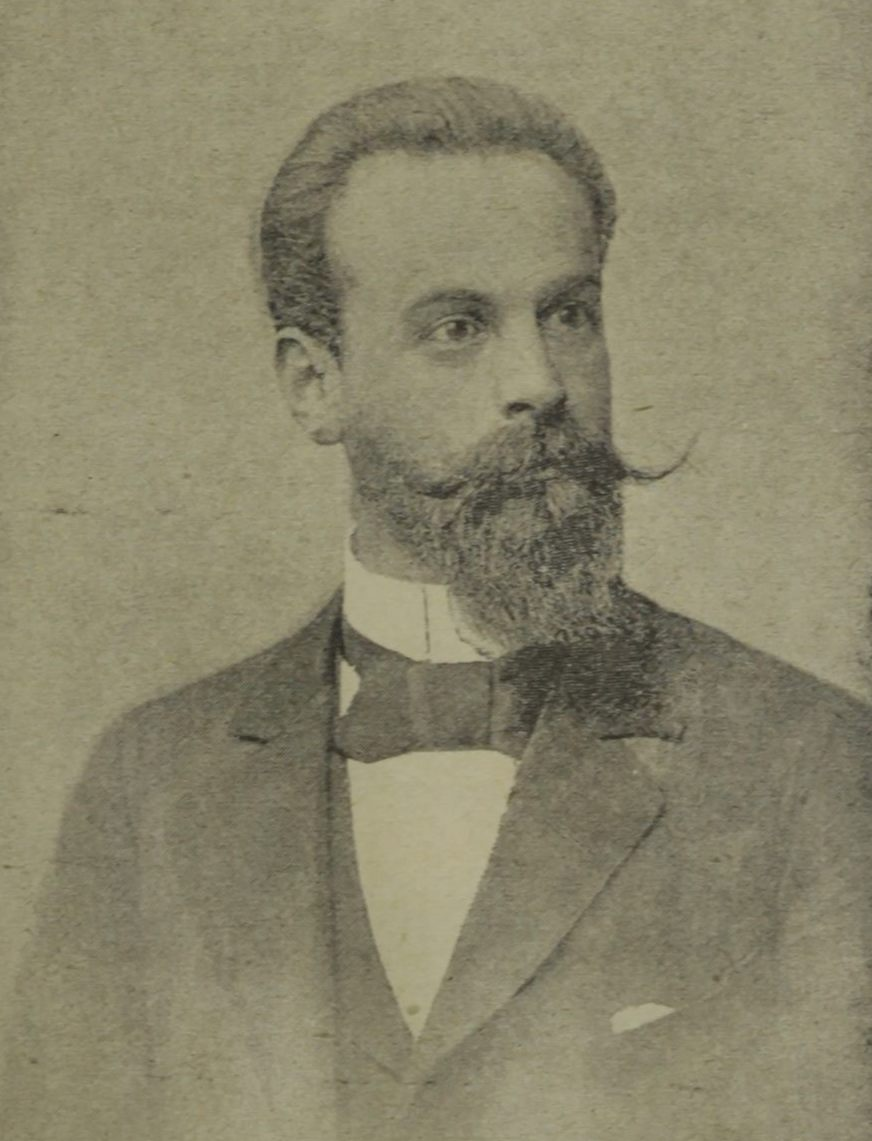
Heinrich Albrecht

Heinrich Albrecht (* 24. Juli 1866 in Wien; † 28. Juni 1922 ebenda) war ein österreichischer Bakteriologe. 

## Leben
Während seines Studiums wurde er Mitglied der Burschenschaft Olympia Wien. Albrecht wurde unter Emil Zuckerkandl in Anatomie ausgebildet. Dann arbeitete er unter Anton Weichselbaum.
Erster Assistent am pathologisch-anatomischen Institut von Anton Weichselbaum, wirkte Albrecht im Oktober 1898 an der Seite von Rudolf Pöch (mit dem er in Bombay ein Jahr zuvor Pestfälle studiert hatte) erfolgreich mit, die Weiterverbreitung der an der Klinik Nothnagel des Allgemeinen Krankenhauses der Stadt Wien ausgebrochenen Lungenpest zu verhindern. 
1913 bekam er einen Ruf an die Universität Graz und 1920 an die Universität Wien. Er starb an Tuberkulose.

## Werk
Sein Name ist mit dem Namen des Meningokokken-Erregers verbunden wegen einer Veröffentlichung mit Anton Ghon, 1901.

## Schriften
- mit Anton Ghon: Über die Aetiologie und pathologische Anatomic der Meningitis cerebrospinalis epidemica. In: Klinische Wochenschrift. 14, 1901, S. 984–996.
- mit Hermann Müller, Anton Ghon: Über die Beulenpest in Bombay im Jahre 1897 (= Denkschriften der Kaiserlichen Akademie der Wissenschaften, mathematisch-naturwissenschaftliche Klasse. Band 66). Springer, Wien 1898, ZDB-ID 961131-9.